# Saga de Hrólf Kraki

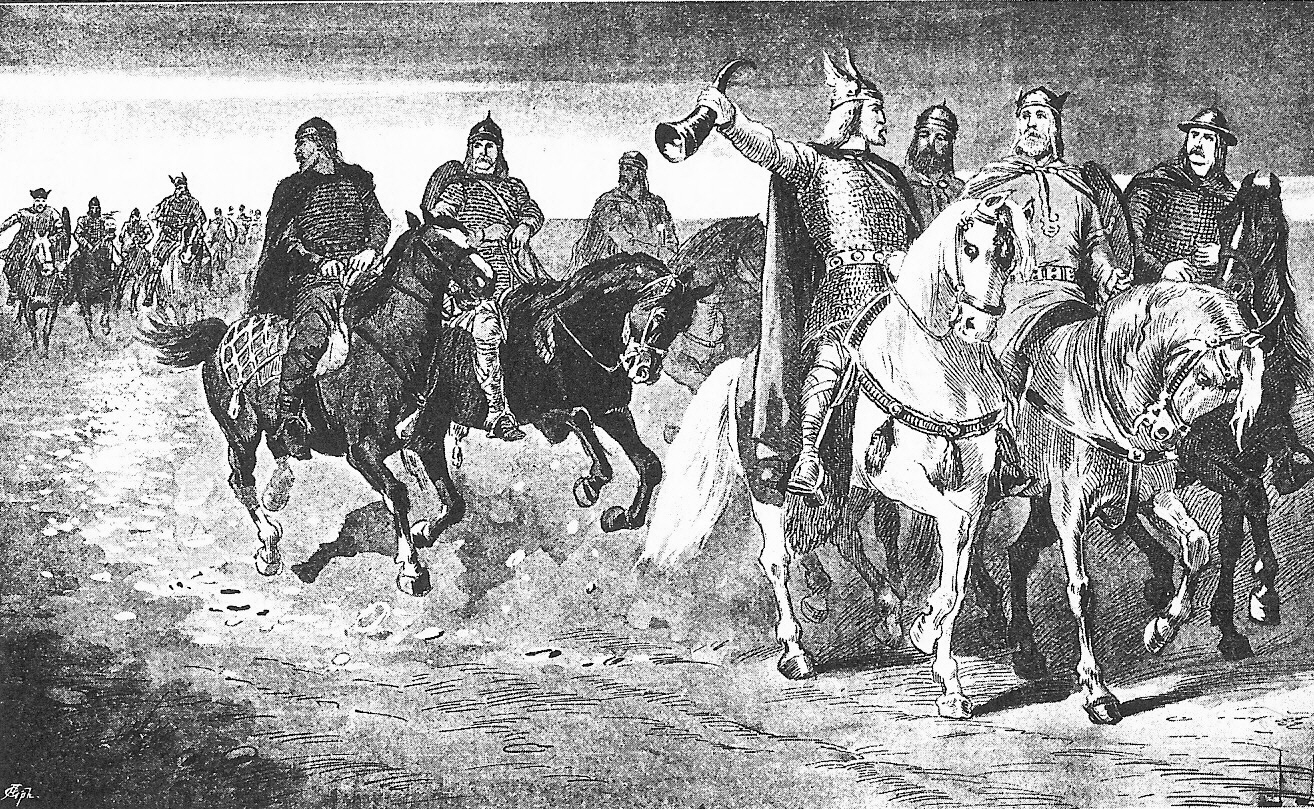
Hrólf Kraki sème de l'or pour échapper à ses poursuivants (illustration de Jenny Nyström, 1895).

La Saga de Hrólf Kraki (Hrólfs saga kraka en vieux norrois) ou Saga de Hrólf Kraki et de ses champions (Hrólfs saga kraka ok kappa hans) est une saga légendaire rédigée en Islande au XIVe siècle. Elle évoque d’abord l’histoire de Helgi, père de Hrólfr Kraki, puis celle de deux des meilleurs champions de Hrólf, Svipdag et Bödvar, avant d’évoquer les hauts faits et la mort de Hrólf et de ses champions.

## Récit

### Helgi
À la mort de leur père, Hálfdan et Fróði (en) se partagèrent le Danemark. Jaloux, Fródi tua son frère par surprise. Hroar et Helgi, les deux jeunes fils de Hálfdan, s’enfuirent. Ils se vengèrent ensuite en faisant brûler Fródi dans sa halle. Dès lors, Helgi régna sur le Danemark.
Helgi viola la reine du Saxland Ólöf qui donna naissance à une fille nommée Yrsa. Plus de dix ans après, Helgi revint en Saxland. Voyant Yrsa, il en tomba amoureux et l'emmena. Ils eurent un fils nommé Hrólf. Mais Ólöf apprit à Yrsa que Helgi était son père et Yrsa repartit avec sa mère. Elle épousa contre son gré le roi de Suède Adils. Helgi eut une autre fille, Skuld (en), d’une elfe qu’il avait délivrée d’un sort. 
Helgi mourut dans un piège tendu par Adils alors qu’il était parti pour Uppsala récupérer Yrsa. 

### Svipdag
Un fermier nommé Svip vivait en Suède. Il avait trois fils nommés Svipdag, Beygad et Hvítserk. Svipdag intégra la compagnie d'Adils, mais celui-ci tenta à plusieurs reprises de le faire tuer. Svipdag et ses frères rejoignirent alors Hrólf, qui avait rassemblé autour de lui les plus grands champions des pays nordique.

### Bödvar
Hring régnait sur la Norvège. Il avait un fils nommé Björn. Björn repoussa violemment les avances de sa belle-mère, Hvít, d’autant plus qu’il aimait Bera, la fille d’un fermier. La reine lui jeta alors un sort le transformant en ours. Bera croisa l'ours un soir et reconnut Björn. Il reprit provisoirement forme humaine et ils engendrèrent trois enfants : Fródi, Thórir et Bödvar. Peu après, Björn fut tué lors d’une chasse.
Devenu adulte, Bödvar tua la reine Hvít. Puis, il se rendit chez Hrólf. Il se lia avec Hött, qui servait de souffre-douleur aux hommes de Hrólf. Bödvar tua une bête monstrueuse qui ravageait le territoire de Hrólf. Il fit boire son sang et manger un morceau de son cœur à Hött, qui acquit dès lors une grande puissance et fut renommé Hjalti.

### Hrólf et ses champions
Hrólf se décida à réclamer son héritage à son beau-père Adils. Il rassembla une troupe nombreuse, qui passa trois nuits chez un fermier nommé Hrani qui les soumit à des épreuves. Seuls Hrólf et ses douze champions les surmontèrent. Adils avait préparé de nombreux pièges mais ils furent déjoués et il prit la fuite. Hrólf retrouva alors sa mère Yrsa, qui lui confia de nombreux trésors. Adils rassembla des troupes et se lança à leur poursuite. Hrólf parvint à se débarrasser de ses poursuivants en déversant de l’or sur le chemin. Puis, ils arrivèrent de nouveau à la ferme de Hrani, qui proposa des armes à Hrólf. Comme celles-ci étaient de mauvaise apparence, Hrólf les refusa. Hrani en fut très offensé. Bödvar et Hrólf, qui avait finalement reconnu Odin en Hrani, y virent un mauvais présage.
Skuld, demi-sœur de Hrólf, avait épousé le roi Hjörvard (en), que Hrólf avait contraint par la ruse à lui payer tribut. C'était une sorcière puissante. Elle incita son mari à se révolter. Elle rassembla secrètement des troupes, invoqua des créatures maléfiques et attaqua son frère. Hrólf et ses champions, à l’exception de Bödvar, introuvable, firent de grands ravages, d’autant qu’un grand ours combattait à leur côté. Mais Hjalti partit à la recherche de Bödvar, qu’il trouva endormi. Quand il fut réveillé, l’ours disparu et la bataille tourna au désavantage de Hrólf. Skuld eut recours à sa magie : un sanglier hideux avançait devant les troupes de Hjörvard et les ennemis tués se relevaient. Hrólf et ses hommes moururent glorieusement. Skuld s'empara du royaume de Hrólf mais Fródi, Thórir et les hommes envoyés par Yrsa reprirent possession du Danemark et torturèrent Skuld à mort. Un tumulus fut élevé pour Hrólf ainsi que pour chacun de ses champions.